# Terryville (Connecticut)
|  | Dieser Artikel wurde aufgrund von inhaltlichen Mängeln auf der Qualitätssicherungsseite des Projektes USA eingetragen. Hilf mit, die Qualität dieses Artikels auf ein akzeptables Niveau zu bringen, und beteilige dich an der Diskussion! Folgende Mängel sollten behoben werden, bevor diese Markierung entfernt werden kann: Infobox fehlt |

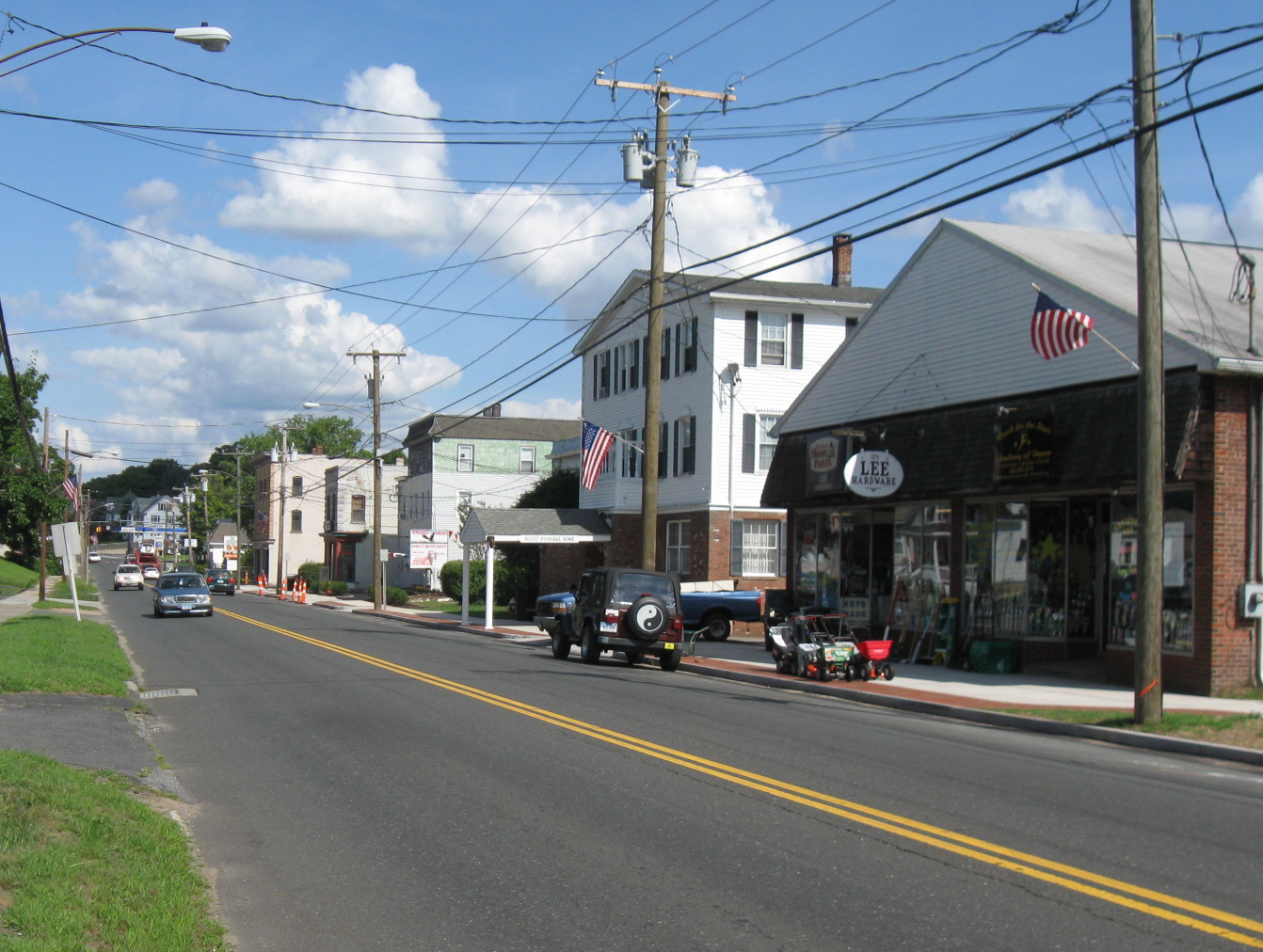
Main Street

Terryville ist ein zu Plymouth gehörendes Dorf in Litchfield County im US-Bundesstaat Connecticut, Vereinigte Staaten, mit 5.360 Einwohnern (Stand: 2000). Terryville wurde nach Eli Terry Jr. benannt, dessen Vater ein erfolgreicher Erfinder und Uhrmacher in Connecticut war.

## Bildung
Alle fünf Schulen der Stadt Plymouth liegen in Terryville.
- Main Street School
- Prospect Street School
- Plymouth Center School
- Harry S. Fischer Middle School
- Terryville High School

## Kultur und Sehenswürdigkeiten
Das Lock Museum of America liegt in Terryville. Eine Sammlung altertümlicher Schlösser kann dort besichtigt werden.